# Nogometni klub Koprivnica
Il Nogometni klub Koprivnica, conosciuto semplicemente come Koprivnica, è una squadra di calcio dell'omonima città, nella regione di Koprivnica e Križevci (Croazia).

## Storia
Fondato nel 1950, il club ha sempre militato nei campionati minori. Il periodo migliore sono stati i 7 campionati in 2. HNL, la seconda divisione della serie cadetta croata; il piazzamento più in alto è stato il quarto posto nel 2006.
Il NK Koprivnica è la seconda squadra come importanza nella città, la prima è lo Slaven Belupo che dal 1997 milita ininterrottamente in 1. HNL. Negli ultimi anni queste squadre concittadine si sono incontrate due volte in incontri ufficiali: in Coppa di Croazia nel 2006 e nel 2012 (in entrambi i casi vittoria 2–0 per lo Slaven).
I verdi hanno conquistato per 10 volte la coppa della contea che, sommate alle 4 finali perse, hanno permesso 14 partecipazioni alla Coppa di Croazia.

## Cronistoria
| Stagione | Campionato        | Campionato | Campionato | Campionato | Coppa       |
| Stagione | Categoria         | Liv.       | Posizione  | Verdetti   | Coppa       |
| -------- | ----------------- | ---------- | ---------- | ---------- | ----------- |
| 1998–99  | 3. HNL – Nord     | III        | 4º su 16   |            |             |
| 1999–00  | 3. HNL – Nord     | III        | 1º su 15   | Promosso   | 16esimi     |
| 2000–01  | 2. HNL            | II         | 15º su 18  |            | 16esimi     |
| 2001–02  | 2. HNL – Nord/Est | II         | 5º su 16   |            | Primo turno |
| 2002–03  | 2. HNL – Nord/Est | II         | 6º su 12   |            |             |
| 2003–04  | 2. HNL – Nord     | II         | 7º su 12   |            | 16esimi     |
| 2004–05  | 2. HNL – Nord     | II         | 7º su 12   |            | Ottavi      |
| 2005–06  | 2. HNL – Nord     | II         | 4º su 12   |            | Primo turno |
| 2006–07  | 2. HNL            | II         | 14º su 16  | Retrocede  | 16esimi     |
| 2007–08  | 3. HNL – Est      | III        | 9º su 18   |            | Primo turno |
| 2008–09  | 3. HNL – Est      | III        | 16º su 18  |            |             |
| 2009–10  | 3. HNL – Est      | III        | 13º su 18  |            | Primo turno |
| 2010–11  | 3. HNL – Est      | III        | 13º su 18  |            |             |
| 2011–12  | 3. HNL – Nord     | III        | 2º su 16   |            | Primo turno |
| 2012–13  | 3. HNL – Nord     | III        | 10º su 16  |            | Ottavi      |
| 2013–14  | 3. HNL – Nord     | III        | 3º su 16   |            |             |
| 2014–15  | 3. HNL – Est      | III        | 2º su 16   |            |             |
| 2015–16  | 3. HNL – Est      | III        | 13º su 16  |            | Primo turno |
| 2016–17  | 3. HNL – Est      | III        | 15º su 16  |            | Primo turno |
| 2017–18  | 3. HNL – Est      | III        | 5º su 16   |            |             |
| 2018–19  | 3. HNL – Est      | III        | 16º su 16  | Retrocede  | Primo turno |
| 2019–20  |                   |            |            |            |             |

## Strutture

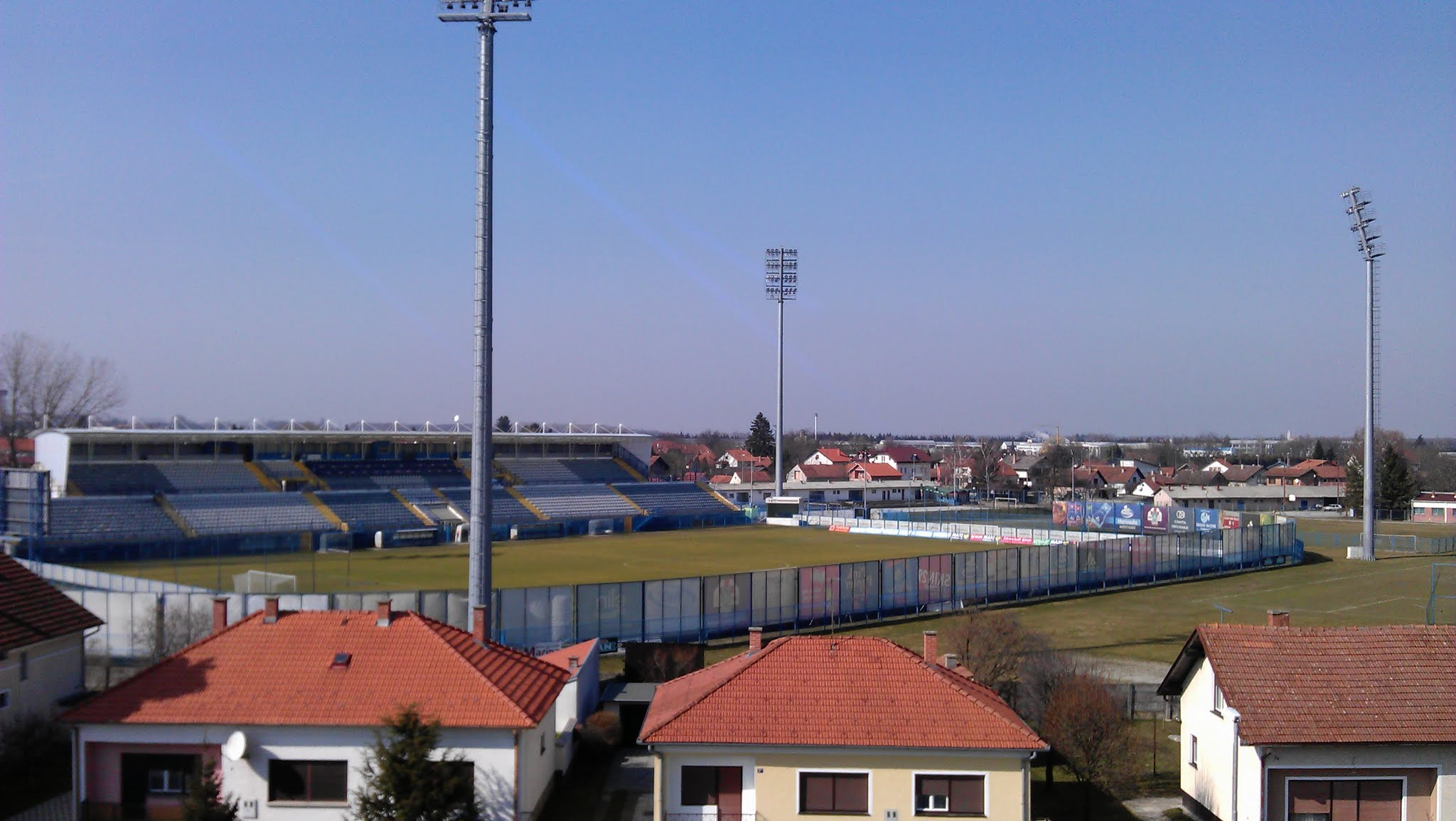
Gradski stadion „Ivan Kušek Apaš”

### Stadio
Lo Slaven disputa le partite interne al Gradski stadion (stadio cittadino) di Koprivnica. L'impianto, utilizzato anche dallo Slaven Belupo, è stato costruito nel 1997 ed ha una capienza di 3205 posti.
Nell'aprile 2018 lo stadio è stato intitolato a Ivan Kušek Apaš, il fondatore della pallamano al liceo, un propagandista dello sport e l'organizzatore dei campionati di calcio delle scuole superiori nel vecchio campo sportivo cittadino.

## Palmarès

### Competizioni nazionali
- Treća HNL: 1

1999-2000 (girone Nord)

### Altri piazzamenti
- Treća HNL:

Secondo posto: 2011-2012 (girone Nord), 2014-2015 (girone Est)
Terzo posto: 2013-2014 (girone Nord)